# بني عبد السلام (وردانة)
بني عبد السلام هي إحدى مشيخات المملكة المغربية، تتبع جغرافيا لإقليم الدريوش وإداريًا لوردانة. يقدر عدد سكانها بـ 4865 نسمة حسب الإحصاء الرسمي للسكان والسكنى لسنة 2004.